# Mattias Svensson
Mattias Svensson, född 1972, är en svensk författare och debattör med nyliberal profil. Sedan februari 2021 är han ledarskribent på Svenska Dagbladet. Sedan oktober 2016 leder han tillsammans med Johan Norberg och Fredrik Segerfeldt poddradioprogrammet The Usual Suspects.
Svensson var redaktör på magasinet Neo. Fram till 2008 var han verksam vid tankesmedjan Timbro. Svensson har skrivit för flera dags- och kvällstidningar, bland annat Dagens Nyheter, Aftonbladet och Blekinge Läns Tidning. Han har studerat fristående kurser vid Lunds och Stockholms universitet och har tidigare arbetat på Medborgare mot EMU som pressansvarig, moderaternas riksdagskansli och som kolumnist i tidningen Metro. Från 1995 till 1997 var han ordförande för Frihetsfronten. 2003 till 2004 var han redaktör för Svensk Linje.